# Cloud 9 (film din 2014)
Cloud 9 este un film original Disney Channel, inspirat de istoria unei echipe de snowboarding.

## Acțiune
Povestea o prezintă pe snowboardista Kayla, care tocmai a fost dată afară din echipă fără ceremonii și obligată să se antreneze cu Will, un fost campion la snowboarding care se luptă după o eliminare care i-a adus finalul de carieră. Un video care captează eliminarea a devenit viral și l-a etichetat ca un „eșec epic” pe Internet. Acum Kayla se antrenează cu Will pentru a-și reconsolida poziția iar Will creează un regim de antrenament care testează dacă ea este cu adevărat dedicată să se ridice la înălțimea unei competiții profesionale.